# Starkenberg
Starkenberg es un municipio situado en el distrito de Altenburger Land, en el estado federado de Turingia (Alemania), a una altitud de 240 metros. Su población a finales de 2016 era de unos 1900 habitantes y su densidad poblacional, 72 hab/km².
Se encuentra junto a la frontera con el estado de Sajonia-Anhalt. Dentro del distrito, el municipio está asociado a la mancomunidad (Verwaltungsgemeinschaft) de Rositz, cuya capital es Rositz.
Se conoce la existencia de la localidad desde el año 1088. Antes de la unificación de Turingia en 1920, la localidad pertenecía al ducado de Sajonia-Altemburgo.

## Localidades
El municipio comprende las siguientes localidades, antiguos municipios que se incorporaron al término municipal de Starkenberg en un proceso de fusión que abarcó desde 1923 hasta 2012:
| Localidad   | Primera mención                | Habitantes | Integración municipal                 |
| Breesen     | 1181–1214; 1 de abril de 1250  | 18         | 1 de julio de 1950 (en Tegkwitz)      |
| Dobraschütz | 1360                           | 64         | 1 de julio de 1950 (en Kraasa)        |
| Dölzig      | 1 de abril de 1154             | 15         | 1 de julio de 1950                    |
| Großröda    | 976                            | 225        | 1 de enero de 2012                    |
| Kleinröda   | 1703                           | 96         | 1923 (en Posa)                        |
| Kostitz     | 24 de abril de 1182            | 394        | 1 de julio de 1950                    |
| Kraasa      | 1181–1224                      | 97         | 1 de enero de 1957 (en Naundorf)      |
| Kreutzen    | 1181–1224                      | 16         | 1 de julio de 1950 (en Tegkwitz)      |
| Misselwitz  | 1181–1214                      | 10         | 1 de diciembre de 2008 (con Tegkwitz) |
| Naundorf    | 1181–1214                      | 207        | 1 de diciembre de 2008                |
| Neuposa     | 1920                           | 193        | 1 de enero de 1974 (con Posa)         |
| Oberkossa   | 1 de noviembre de 1291         | 51         | 1 de julio de 1950 (en Kraasa)        |
| Pöhla       | 1336                           | 80         | 1 de julio de 1950                    |
| Posa        | 4 de mayo de 1296              | 33         | 1 de enero de 1974                    |
| Starkenberg | 1181–1214; 29 de enero de 1222 | 280        |                                       |
| Tanna       |                                | 25         | 1 de octubre de 1938 (en Wernsdorf)   |
| Tegkwitz    | 13 de marzo de 1143            | 276        | 1 de diciembre de 2008                |
| Wernsdorf   |                                | 51         | 1 de julio de 1950 (en Naundorf)      |